# Château Lafite-Rothschild

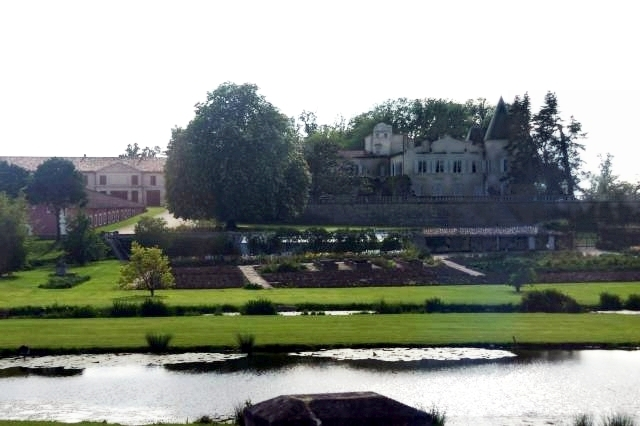
Château Lafite-Rothschild

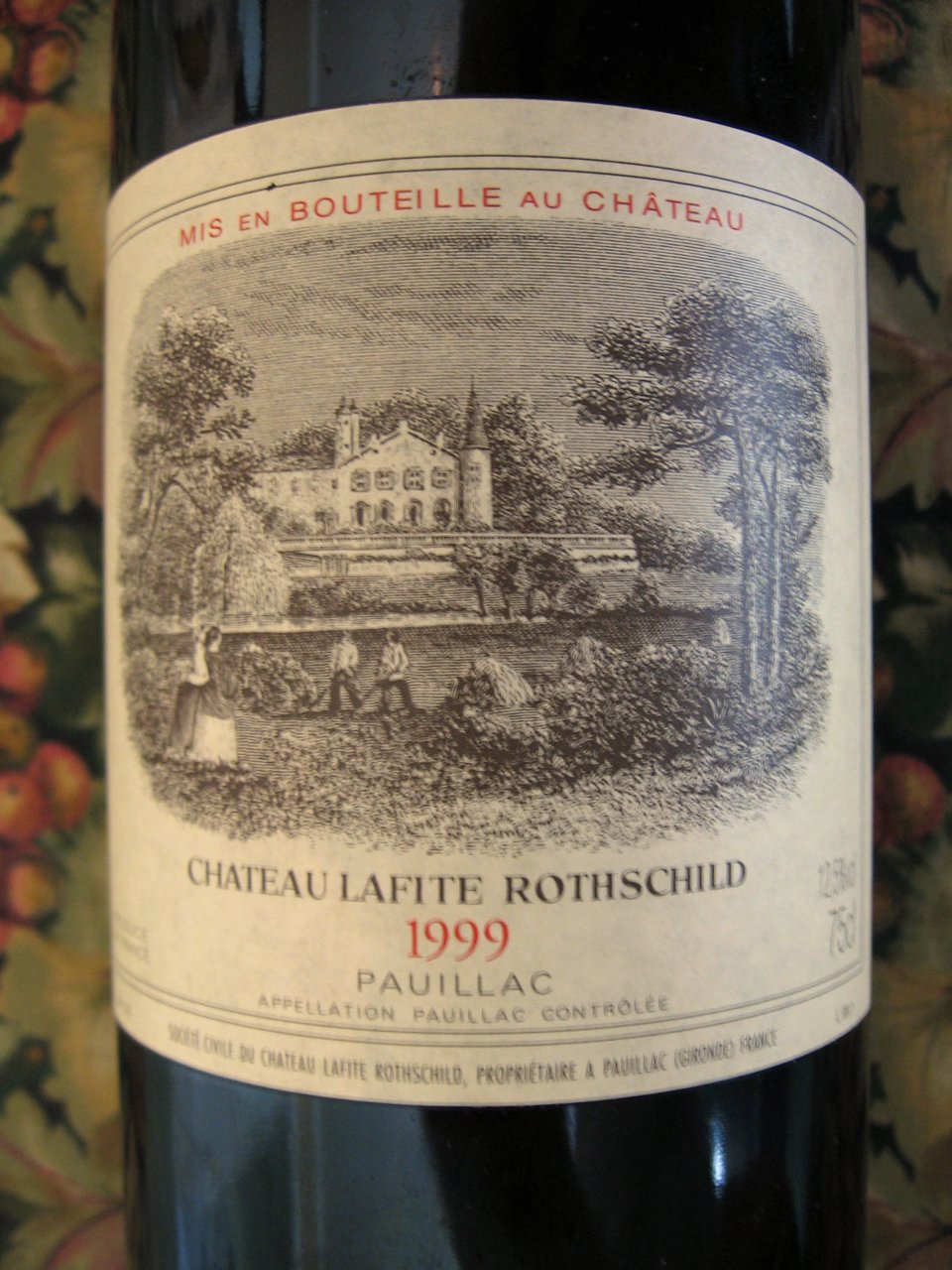
etykieta Lafite-Rothschild z 1999 rocznika

Château Lafite Rothschild – winnica we Francji, będąca w posiadaniu rodziny Rothschildów. Nazwa Lafite pochodzi od gaskońskiego wyrażenia la hite, oznaczającego mały pagórek. 
Jedynie cztery châteaux z rejonu Bordeaux uzyskały najwyższy status (Premier Cru Classé) w pierwszej oficjalnej klasyfikacji win z tego regionu z 1855 roku. Wśród nich znalazło się Château Lafite-Rothschild, wtedy jeszcze pod nazwą Château Lafite. 
Winnica nie ma (poza właścicielem i klasyfikacją) związku z Château Mouton-Rothschild, także znanym producentem win z wysokiej półki.

## Winnica
Winnica jest jedną z największych w rejonie Médoc i zajmuje około 100 ha. Produkuje około 35 tysięcy beczek wina, z których 15-25 tysięcy uzyskuje kwalifikację Premier Cru. Oprócz głównej marki Château Lafite-Rothschild winnica produkuje wina Carruades de Lafite i Moulin des Carruades. Uprawiane odmiany winorośli to w 70% cabernet sauvignon, 25% merlot, 3% cabernet franc, oraz 2% petit verdot. Wina produkowane pod główną marką zawierają w 80-95% cabernet sauvignon, 5-20% merlot i do 3% cabernet franc wraz z petit verdot. W 1961 roku całość produkcji stanowił cabernet sauvignon.